# Barnwell (Alberta)
Pour les articles homonymes, voir Barnwell.

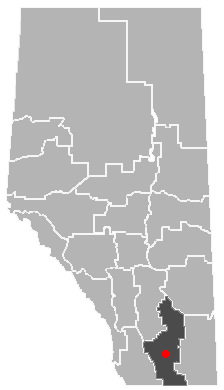
Localisation de Barnwell dans la province d'Alberta

Barnwell est un village (village) de Taber, situé dans la province canadienne d'Alberta.

## Démographie
En tant que localité désignée dans le recensement de 2011, Barnwell a une population de 771 habitants dans 213 de ses 217 logements, soit une variation de 24.8% avec la population de 2006. Avec une superficie de 1,490 8 km2, village possède une densité de population de 517,172 0 hab/km2 en 2011.
Concernant le recensement de 2006, Barnwell abritait 613 habitants dans 174 de ses 182 logements. Avec une superficie de 0,900 8 km2, village possédait une densité de population de 680,5 hab/km2 en 2006.
| 2001 | 2006 | 2011 | 2016 |
| ---- | ---- | ---- | ---- |
| 548  | 613  | 771  | 947  |